# イェフレーモフ
座標: 北緯53度9分11.16秒 東経38度5分40.92秒 / 北緯53.1531000度 東経38.0947000度

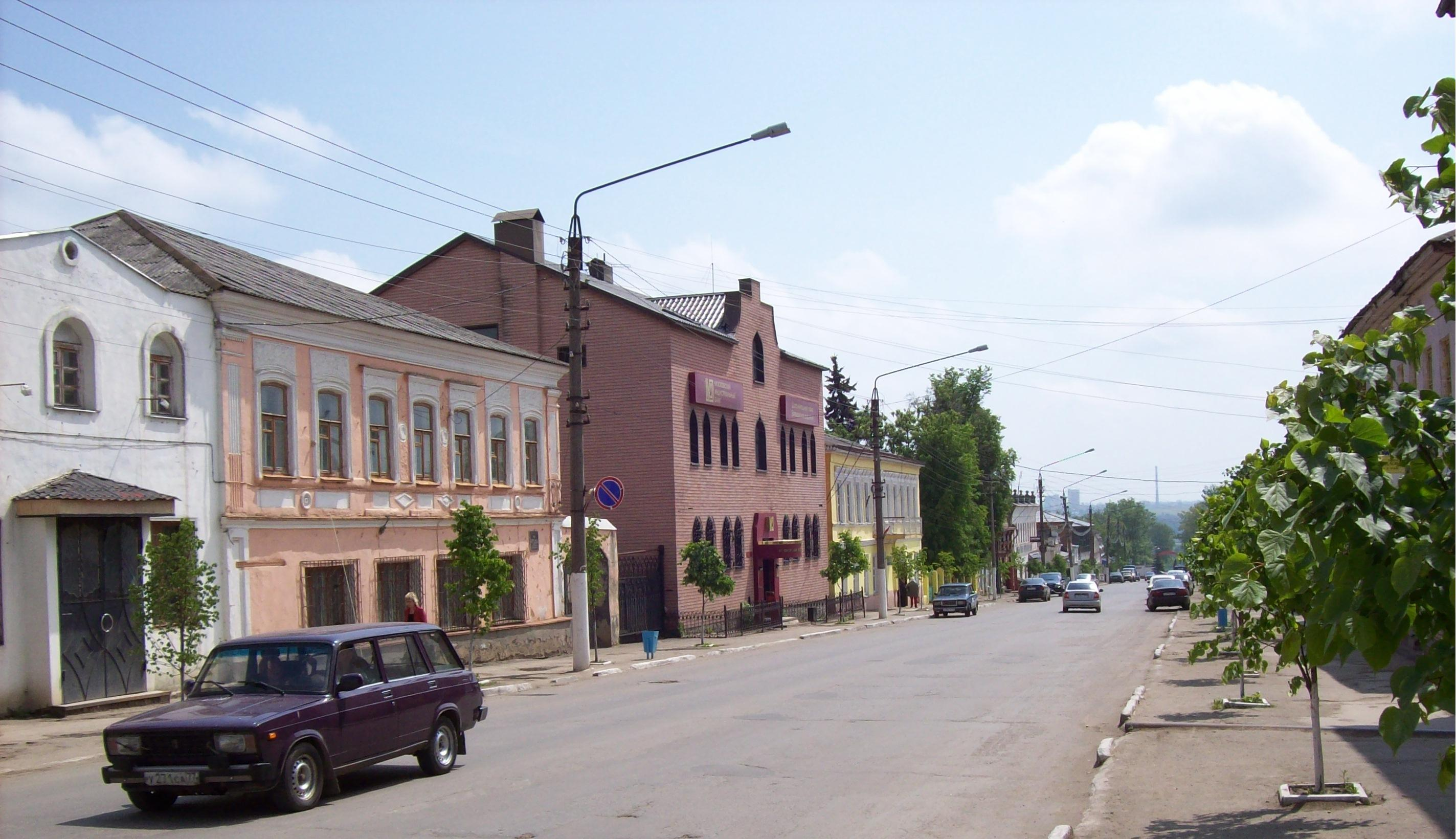
イェフレーモフの市街地

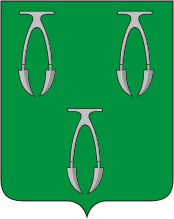
イェフレーモフの市章

イェフレーモフ（エフレモフ、ロシア語: Ефре́мов、ラテン文字表記の例: Yefremov）は、ロシアのトゥーラ州にある都市。人口は3万6545人（2021年）。州都トゥーラから北へ149km。ドン川の右支流、クラシーヴァヤ・メーチャ川（Краси́вая Ме́ча）に沿う。

## 歴史

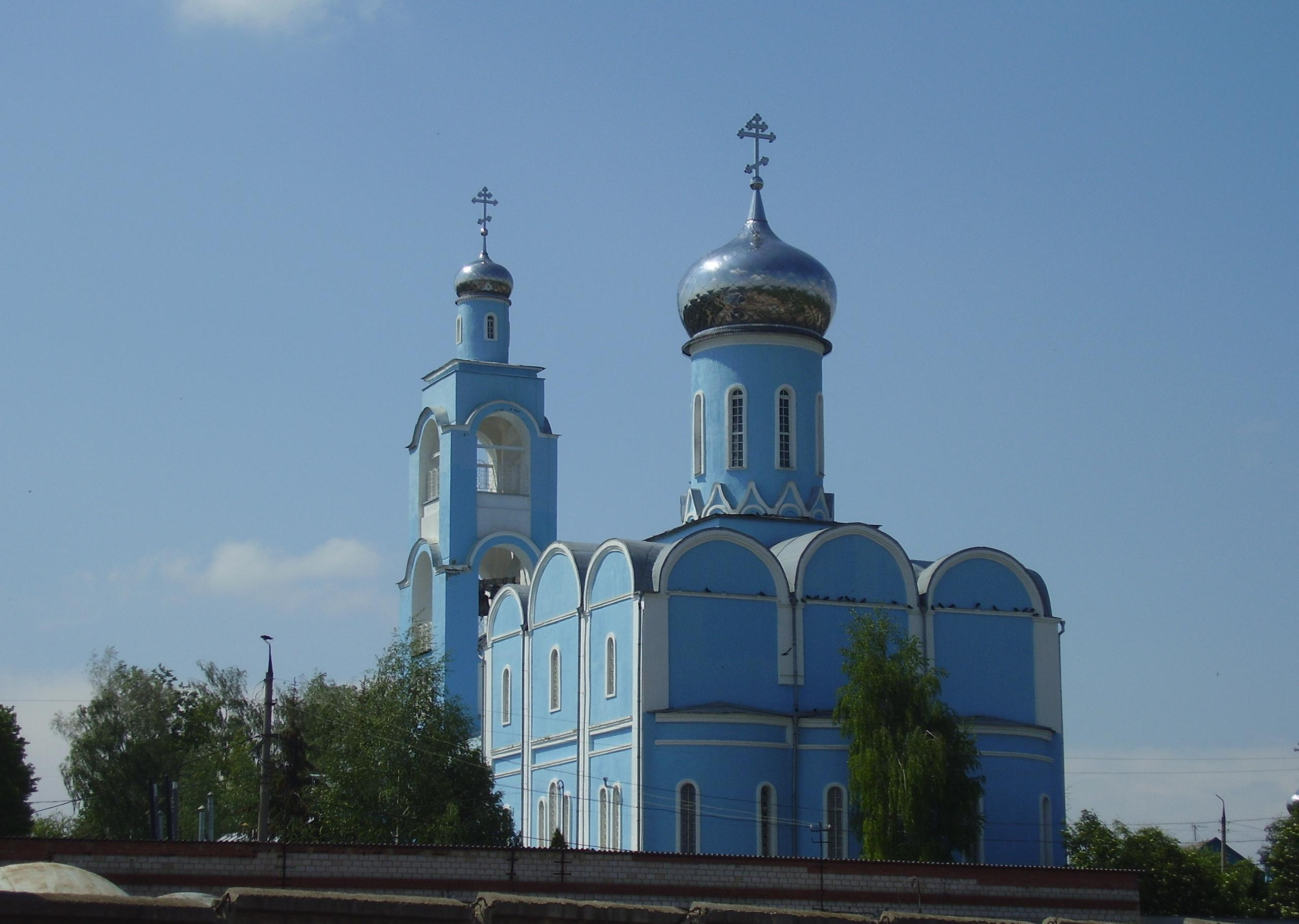
イェフレーモフの聖堂

イェフレーモフはロシア・ツァーリ国の南部国境を防衛するための要塞の街であった。成立は1637年で、「逆茂木線」（Zasechnaya cherta, Great Abatis Border, Засечная черта）の再建と同時に建設された。地名はイェフレムという人物（おそらく要塞の初代の司令官）の名に由来するとみられる。しかし17世紀末には国境は南へ拡大し、イェフレーモフ要塞の重要性は薄れ始めた。
1777年にイェフレーモフは市となり、郡の中心地となった。周囲の農産物の集散で栄えたが、1869年にモスクワ＝トゥーラ＝オリョール＝クルスク＝キエフ間の鉄道が通ると、本線から外れたイェフレーモフは一旦衰退する。1874年にウズロヴァヤからの鉄道が開業すると工業の発展の機会を得たが、もともと後背部の農村部の生産が豊かでなく、こうした農村部にも独自の鉄道が通るようになるとまたイェフレーモフの経済は低迷した。
ソ連時代の重工業化により、1930年代以降、イェフレーモフには化学工業が立地し、工業都市へと変化していった。第二次世界大戦（独ソ戦）では、1941年11月23日にモスクワ攻略の途上のドイツ国防軍が占領したが、1941年12月13日にエレツの奪還を目指す赤軍南西戦線により解放された。

## 産業と交通

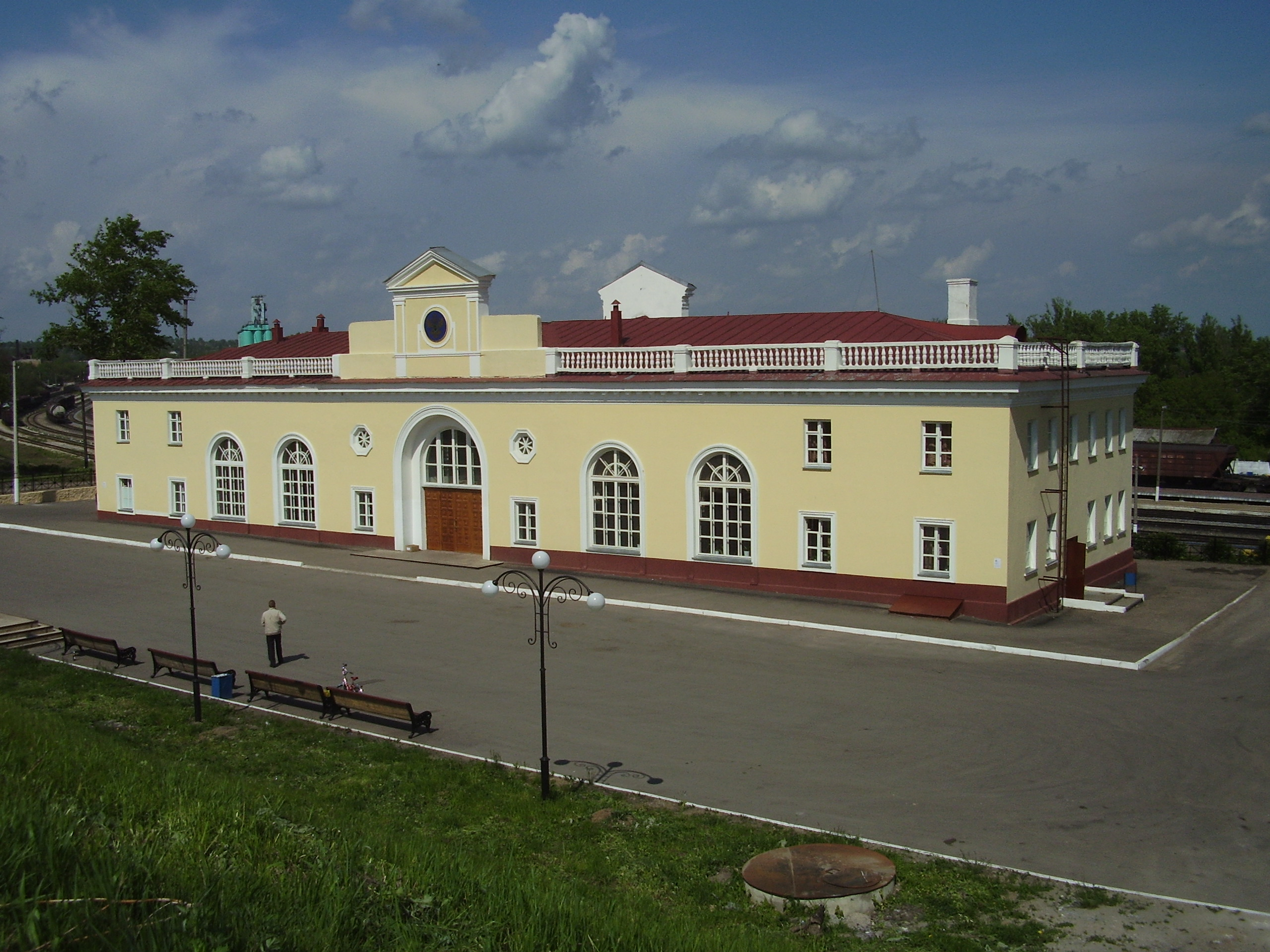
イェフレーモフ駅

イェフレーモフには化学工場がいくつか所在する。合成ゴム工場は1931年から1933年にかけて建てられたもので、この地の化学工業のさきがけとなった工場である。これらの化学工場のために、ヤマロ・ネネツ自治管区のウレンゴイ・ガス田からウクライナ西端のウージュホロドへ向かうガスパイプラインの支線がイェフレーモフまで伸びている。その他、機械工業、繊維工業、食品加工業や建材業などが立地している。
イェフレーモフには、1874年に開業したモスクワ＝ウズロヴァヤ＝エレツ＝ヴァルイキ間の鉄道が通る。町の東を、モスクワからヴォロネジを経てロストフ・ナ・ドヌへ向かうM4幹線道路も通っている。

## 文化
イェフレーモフ市には地方史博物館が存在する。

## ゆかりの人物
- イヴァン・ブーニン（1870年-1953年）　作家、1906年から1910年までイェフレーモフで働く
- ヴラジーミル・ミハーイロヴィチ・ミャスィーシチェフ（1902年-1978年）　航空機設計者、第23試作設計局（現V・M・ミャスィーシチェフ記念試作機械製造工場）の創業者、イェフレーモフ生まれ
- パフヌティ・チェビシェフ（1821年-1894年）　数学者、イェフレーモフ近郊のヴィチェムカにあった地所で時折生活した